# Age of Empires (serie)

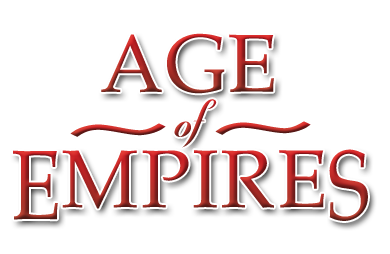
Logo ufficiale della serie

Age of Empires (traducibile come "Età degli imperi") è una serie di videogiochi strategici in tempo reale, di ambientazione prevalentemente storica e realistica, sviluppata da Ensemble Studios e pubblicata da Microsoft a partire dal 1997.

## Storia
La serie è cominciata nel 1997 con Age of Empires e l'ultimo capitolo, Age of Empires IV, è uscito nel 2021. Ogni titolo della serie è ambientato in un differente periodo storico. La serie nel complesso aveva raggiunto già nel 2004 i 15 milioni di copie vendute.
Inizialmente, per concludere la serie si speculava che fossero in programma due ultimi capitoli, Age of Empires IV che doveva ambientarsi tra il 1750 (al termine di Age of Empires III) e i giorni nostri, con particolare attenzione alle Guerre Mondiali e Age of Empires V con una non ben definita ambientazione futuristica; tuttavia con l'annunciata chiusura di Ensemble Studios tutti i progetti e titoli supposti erano stati sospesi e sembrava, anche a causa di smentite da parte di Microsoft che i due nuovi capitoli fossero soltanto idee interne su futuri progetti di sviluppo e che nulla di concreto fosse stato programmato o deciso, tesi avvalorata anche dal trascorrere di una decina d'anni senza che vi fosse alcuna notizia sulla sorte della serie.
Il 16 agosto 2010 Microsoft ha annunciato l'uscita di Age of Empires Online, una versione gratuita online del celebre RTS sviluppato in collaborazione con Robot Entertainment e pensato per essere giocato sulla piattaforma Games for Windows LIVE. L'ambientazione sarà di nuovo quella delle civiltà antiche che ha reso celebre il primo capitolo della serie. Tuttavia seppure il gameplay sembra non essere stato rivoluzionato nella sua forma, si nota un radicale cambiamento nella presentazione grafica del gioco che presenta ora l'ambiente, le strutture e i personaggi in una veste simile ad un cartone animato e lievemente caricaturale.
Nel 2013 esce la versione rimasterizzata in alta definizione di Age of Empires II, insieme a una nuova espansione ufficiale, The Forgotten. Precedentemente la stessa espansione era disponibile come mod non ufficiale del gioco originale, denominata Forgotten Empires. Seguiranno altre due espansioni, The African Kingdoms nel 2015 e Rise of the Rajas nel 2016.
Il 21 agosto 2017, dopo più di 10 anni dall'uscita dell'ultimo aggiornamento ufficiale (relativo ad Age of Empires III - The Asian Dynasties), in occasione del Gamescom di Colonia, Microsoft ha annunciato che è in lavorazione il quarto capitolo della saga, Age of Empires IV, pubblicando anche un video che però nulla svela sulla futura ambientazione del gioco, né sulla sua possibile data di uscita. Alla fine del video compare il logo "Microsoft Windows 10", suggerendo che il gioco possa uscire solo per questa versione del sistema operativo.
Nella stessa occasione è anche stata annunciata, a partire dal 19 ottobre 2017, l'uscita di Age of Empires: Definitive Edition per tutti e tre i capitoli della saga. In particolare, si tratta degli stessi giochi resi famosi ai tempi delle rispettive uscite, ma con una grafica riadattata (upscaling) per le maggiori risoluzioni disponibili oggigiorno e una colonna sonora completamente rimasterizzata. Il 14 ottobre 2017, a soli 5 giorni dalla data prevista, un comunicato Microsoft pospone a data da definirsi l'uscita del primo capitolo, motivando la scelta con la necessità di un maggiore approfondimento e attenzioni riguardo al funzionamento del gioco stesso.
Il 20 febbraio 2018 esce il primo capitolo di Age of Empires: Definitive Edition. Dopo più di un anno, il 9 giugno 2019 viene annunciata l'uscita anche Age of Empires II: Definitive Edition. Il gioco è uscito 14 novembre successivo; lo stesso giorno viene rivelata l'ambientazione medievale di Age of Empires IV con un nuovo trailer.
Il 27 agosto 2020 viene diffuso il trailer di Age of Empires III: Definitive Edition, a tre anni dal suo annuncio. Il gioco uscirà il 15 ottobre successivo.
Il 10 aprile 2021 viene mostrata un'anteprima di Age of Empires IV. Il gioco è uscito il 28 ottobre successivo.

## Videogiochi

### Capitoli principali
- Age of Empires (dall'Età della pietra al periodo Pre-Impero romano)
  - Age of Empires: The Rise of Rome (espansione, dall'Impero Romano al Medioevo)
- Age of Empires II: The Age of Kings (dal Medioevo al Rinascimento)
  - Age of Empires II: The Conquerors (espansione, la Conquista del Nuovo Mondo)
- Age of Empires II: HD Edition (versione HD di Age of Empires II. Comprende The Age of Kings e The Conquerors)
  - Age of Empires II: The Forgotten (espansione, gli imperi dimenticati)
  - Age of Empires II: The African Kingdoms (espansione, l'Africa pre coloniale)
  - Age of Empires II: Rise of the Rajas (espansione, il sud-est asiatico)
- Age of Empires III: Age of Discovery (dalla Conquista del Nuovo Mondo alla Rivoluzione industriale, 1750)
  - Age of Empires III: The WarChiefs (espansione, carrellata trasversale sugli Eroi Combattenti tra il 1500 e il 1750)
  - Age of Empires III: The Asian Dynasties (espansione, la visione di un altro continente nel periodo 1500-1750: l'Asia)
- Age of Empires IV (periodo storico medioevale seguendo molte linee spunto del secondo capitolo)

### Spin-off
- Star Wars: Galactic Battlegrounds (basato sul motore di The Age of Kings, è ambientato nell'universo di Guerre stellari)
  - Star Wars Galactic Battlegrounds: Clone Campaigns (Espansione del precedente incentrato sull'Attacco dei Cloni di Guerre stellari)
- Age of Mythology (Un excursus sugli Eroi della Mitologia Greca/Egizia/Nordica)
  - Age of Mythology: The Titans (Espansione del precedente incentrato sulle lotte tra i Titani)
- Age of Mythology: Extended Edition (versione HD di Age of Mythology. Comprende Age of Mythology e The Titans)
  - Age of Mythology: Tale of the Dragon (Espansione, aggiunge la civiltà Cinese)
- Age of Empires Online (online gratuito, rivisitazione del periodo delle civiltà antiche. Server chiusi il 1º luglio 2014)
- Age of Empires: Castle Siege (versione per dispositivi mobili, annunciata il 25 agosto 2014 e uscita il 17 settembre 2014 per Microsoft Windows e Windows Phone, server chiusi il 13 maggio 2019)
- Age of Empires: World Domination (versione per dispositivi mobili free-to-play, uscita il 9 dicembre 2015 per Android e iOS, solo in Nord America e Asia Orientale. Server chiusi nel 2016)

### Remake
- Age of Empires: Definitive Edition, versione rimasterizzata di Age of Empires e Age of Empires: The Rise of Rome
- Age of Empires II: Definitive Edition, versione rimasterizzata di Age of Empires II: The Age of Kings e tutte le espansioni
- Age of Empires III: Definitive Edition, versione rimasterizzata di Age of Empires III: Age of Discovery e tutte le espansioni
- Age of Mythology: Retold, rifacimento di Age of Mythology, pubblicazione pianificata al 4 settembre 2024.[6]